# Omloop Het Volk 1998
L'Omloop Het Volk 1998, cinquantaduesima edizione della corsa, si svolse il 28 febbraio per un percorso di 202 km, con partenza a Gent ed arrivo a Lokeren. Fu vinto dal belga Peter Van Petegem della squadra TVM-Farm Frites davanti all'italiano Gianluca Bortolami e all'altro belga Andrei Tchmil.

## Ordine d'arrivo (Top 10)
| Pos. | Corridore          | Squadra                | Tempo    |
| ---- | ------------------ | ---------------------- | -------- |
| 1    | Peter Van Petegem  | TVM-Farm Frites        | 5h08'00" |
| 2    | Gianluca Bortolami | Festina-Lotus          | a 12"    |
| 3    | Andrei Tchmil      | Lotto-Mobistar         | a 15"    |
| 4    | Max van Heeswijk   | Rabobank               | s.t.     |
| 5    | Johan Museeuw      | Mapei-Bricobi          | s.t.     |
| 6    | Stuart O'Grady     | Gan                    | s.t.     |
| 7    | Arvis Piziks       | Team Home-Jack & Jones | s.t.     |
| 8    | Servais Knaven     | TVM-Farm Frites        | a 2'02"  |
| 9    | Fabio Baldato      | Riso Scotti-MG         | s.t.     |
| 10   | Henk Vogels        | Gan                    | s.t.     |